# Luftgau XIV
Luftgau XIV foi um dos Distritos Aéreos da Luftwaffe, durante a Alemanha Nazi. Formado a 6 de Setembro de 1944, em Wiesbaden, foi extinto no dia 27 de Março de 1945.

## Comandantes
- Rudolf von Katte, 6 de Setembro de 1944 - 20 de Setembro de 1944[1]
- Martin Harlinghausen, 21 de Setembro de 1944 - 27 de Março de 1945[1]